# Dornier Do 27
Le Do 27 est un monomoteur léger polyvalent de 4 à 6 sièges réalisé par la société allemande Dornier.
C’est un avion de type ADAC à aile haute et train d’atterrissage fixe.

## Historique
Après son premier vol effectué en 1956, plus de 600 appareils furent construits jusqu’en 1965. Ce fut le premier appareil construit en grande série par l’Allemagne après la Seconde Guerre mondiale. Il fut acheté en 428 exemplaires par la Luftwaffe de la RFA et les Forces aériennes suisses en acheta 7. Il fut construit sous licence par CASA en Espagne sous la désignation Casa C 127. À la suite de son retrait du service par la Luftwaffe dans les années 1970 et 1980, un grand nombre fut racheté par des utilisateurs civils. En 2004, 60 appareils volaient encore rien qu’en Allemagne. Les Forces aériennes suisses ont retiré du service leurs deux derniers Do 27H2 en 2008. Ces appareils servaient à la prise de vues aériennes et à l’établissement de la situation au sol (Ground Recognised Air Picture GRP).

## Performances

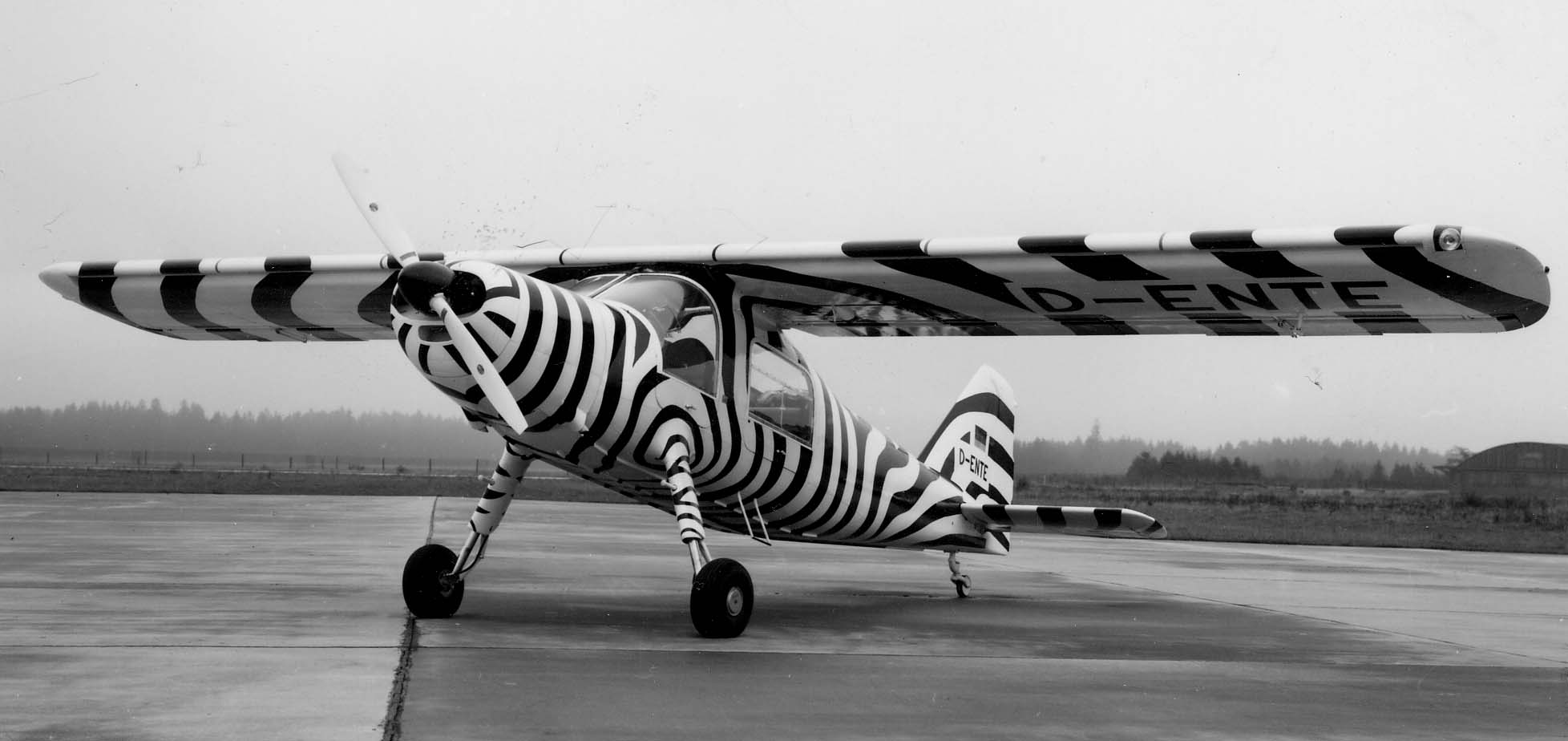
Le Do 27 dans lequel Michael, le fils de Bernard Grzimek trouva la mort.

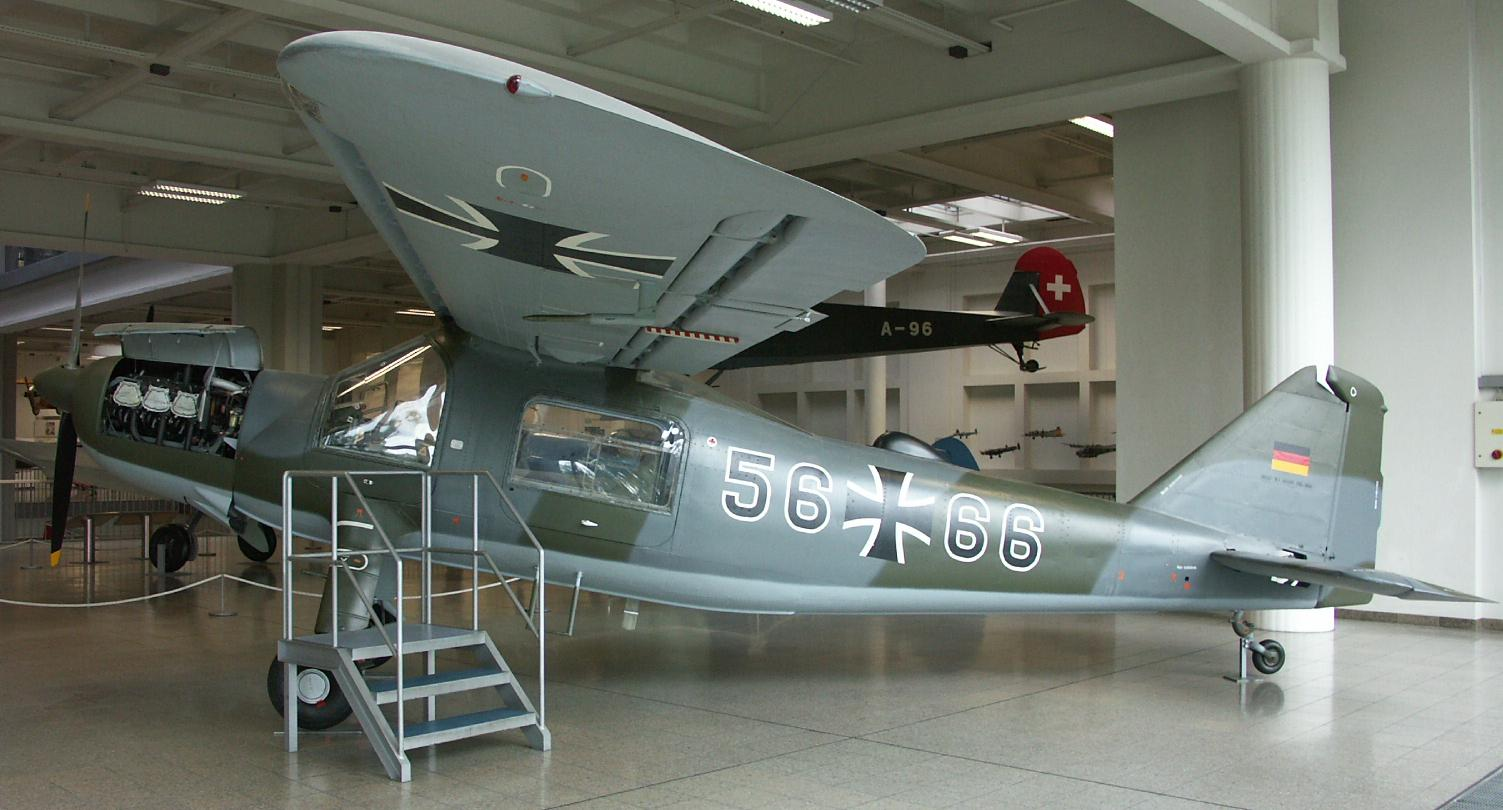
Un Do 27 B de la Lufwaffe (exposé au Deutsches Museum

Au décollage, il peut franchir un obstacle de 15 m après seulement 250 m de roulage. Sa distance d’atterrissage à partir d’une hauteur de 15 m est de 183 m seulement. Le premier appareil de série (maquillé en zèbre) fut utilisé entre autres par le célèbre cinéaste de la faune africaine Bernhard Grzimek dans les années 1950 en Afrique orientale. 
Son fils Michael Grzimek (en) s’écrasa le 10 janvier 1959 avec cet avion lors de la collision en vol d’un vautour fauve avec son aile droite. L’appareil tomba en vrille serrée en sens horaire d’une hauteur de 200 m.

## Sources
1. ↑  Données de l'infobox issues de Flugzeuge der Welt, 1960
2. ↑  Dornier Do 27H2, Site officiel des Forces aériennes suisses, consulté le 27 février 2012.